# Lynn Chen

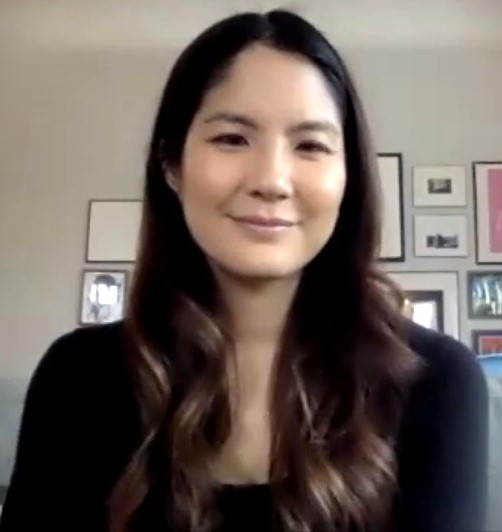
Lynn Chen, 2021

Lynn Chen (* 24. Dezember 1976 in New York City) ist eine US-amerikanische Schauspielerin und Musikerin.

## Leben und Leistungen
Chen schloss ein Musikstudium an der Wesleyan University ab. Sie debütierte als Schauspielerin in einer Folge der Fernsehserie Law & Order aus dem Jahr 2001. In der Komödie Saving Face (2004) spielte sie die lesbische Geliebte der chinesischstämmigen Ärztin Wilhelmina Pang (Michelle Krusiec). Im Filmdrama Mentor (2006) spielte sie an der Seite von Rutger Hauer und Dagmara Domińczyk eine der größeren Rollen. Eine größere Rolle spielte sie ebenfalls in der Komödie X’s & O’s (2007).
Chen heiratete im Jahr 2003 Abe Forman-Greenwald, mit dem sie gemeinsam die Musikgruppe YPOK2 gründete.

## Filmografie (Auswahl)
- 2002: Fortune (Kurzfilm)
- 2003: All My Children (Fernsehserie, 5 Folgen)
- 2004: Saving Face
- 2005: Fly Me Home (Kurzfilm)
- 2006: Mentor
- 2007: I’m Through with White Girls (The Inevitable Undoing of Jay Brooks)
- 2007: X’s & O’s
- 2015: Fear the Walking Dead (Fernsehserie, Folge 1x01)
- 2021: See You Then
- 2021–2022: Grey’s Anatomy (Fernsehserie, 5 Folgen)
- 2024: High Potential (Fernsehserie, Folge 1x06)
- 2025: Girl at a Bar (Fernsehserie)